# S-Bahn Zürich

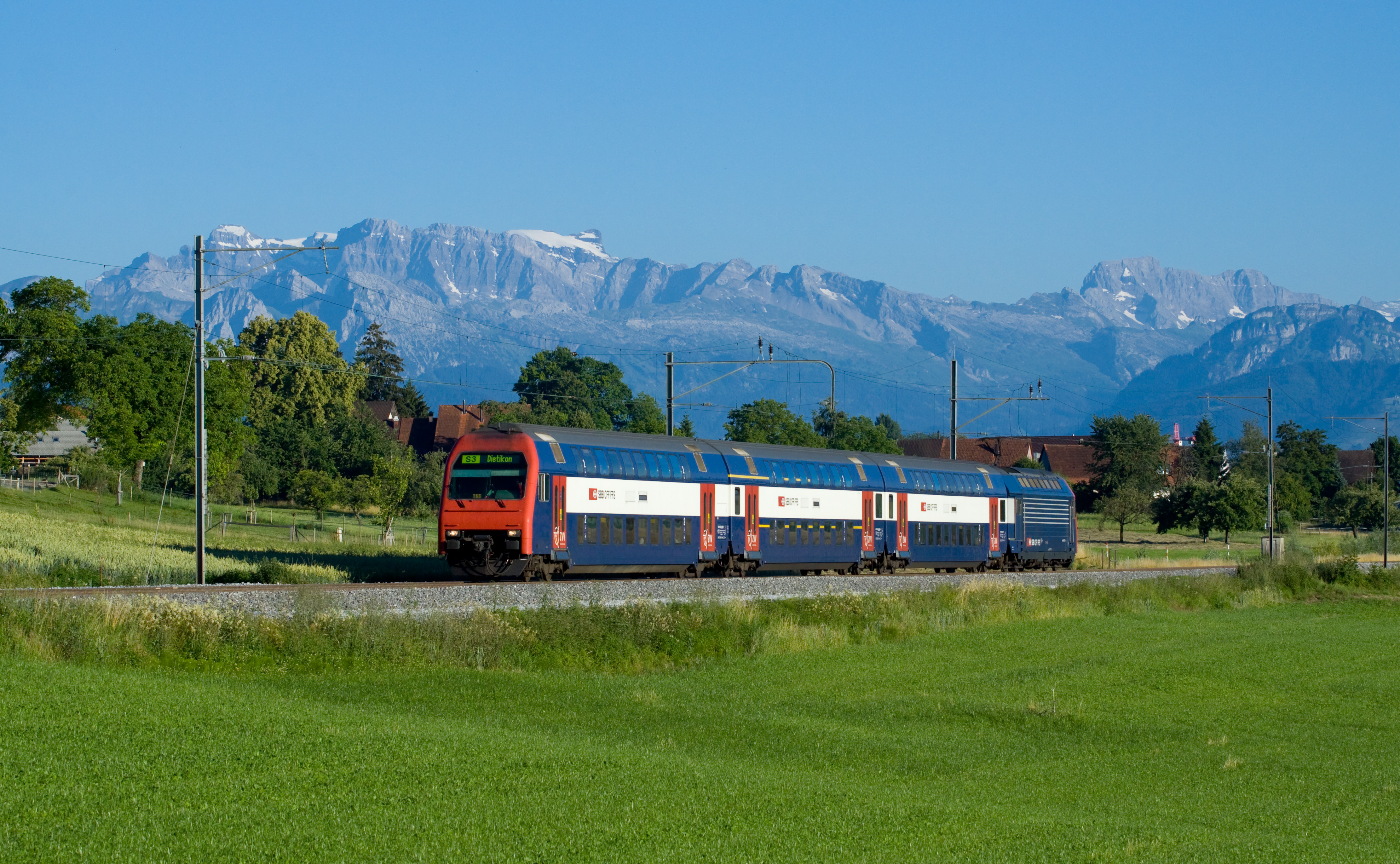
SBB Re 450

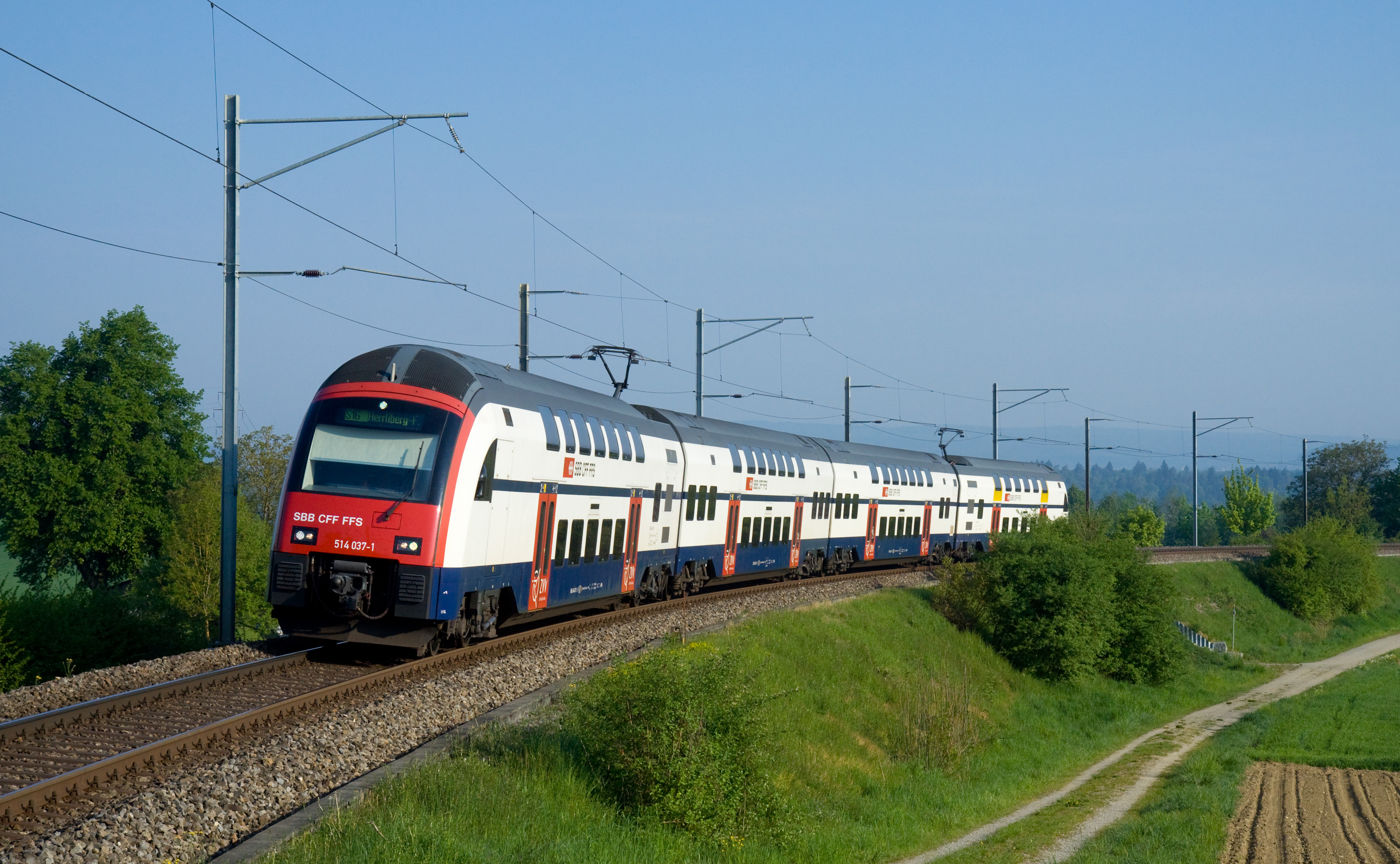
SBB RABe 514

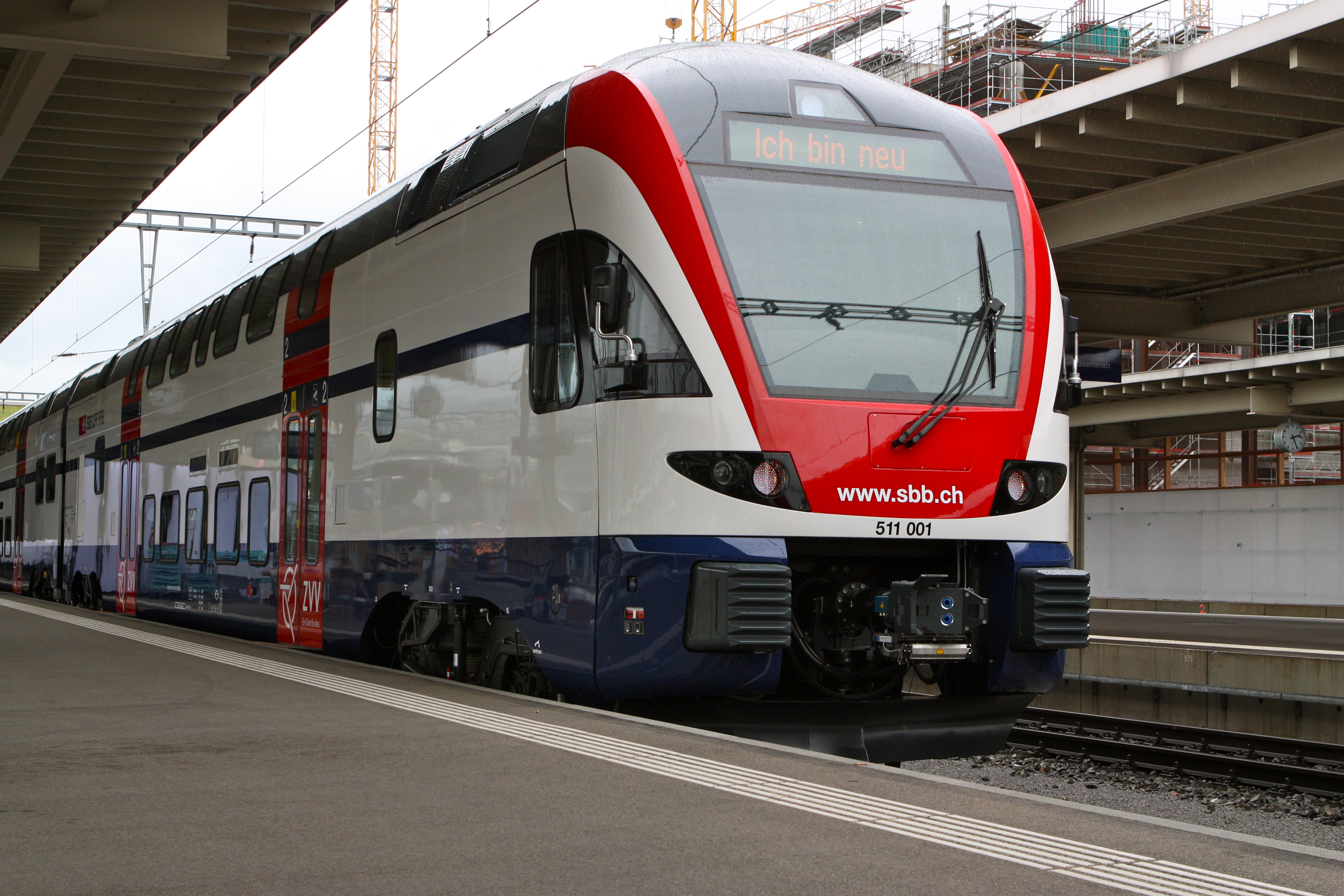
Stadler KISS

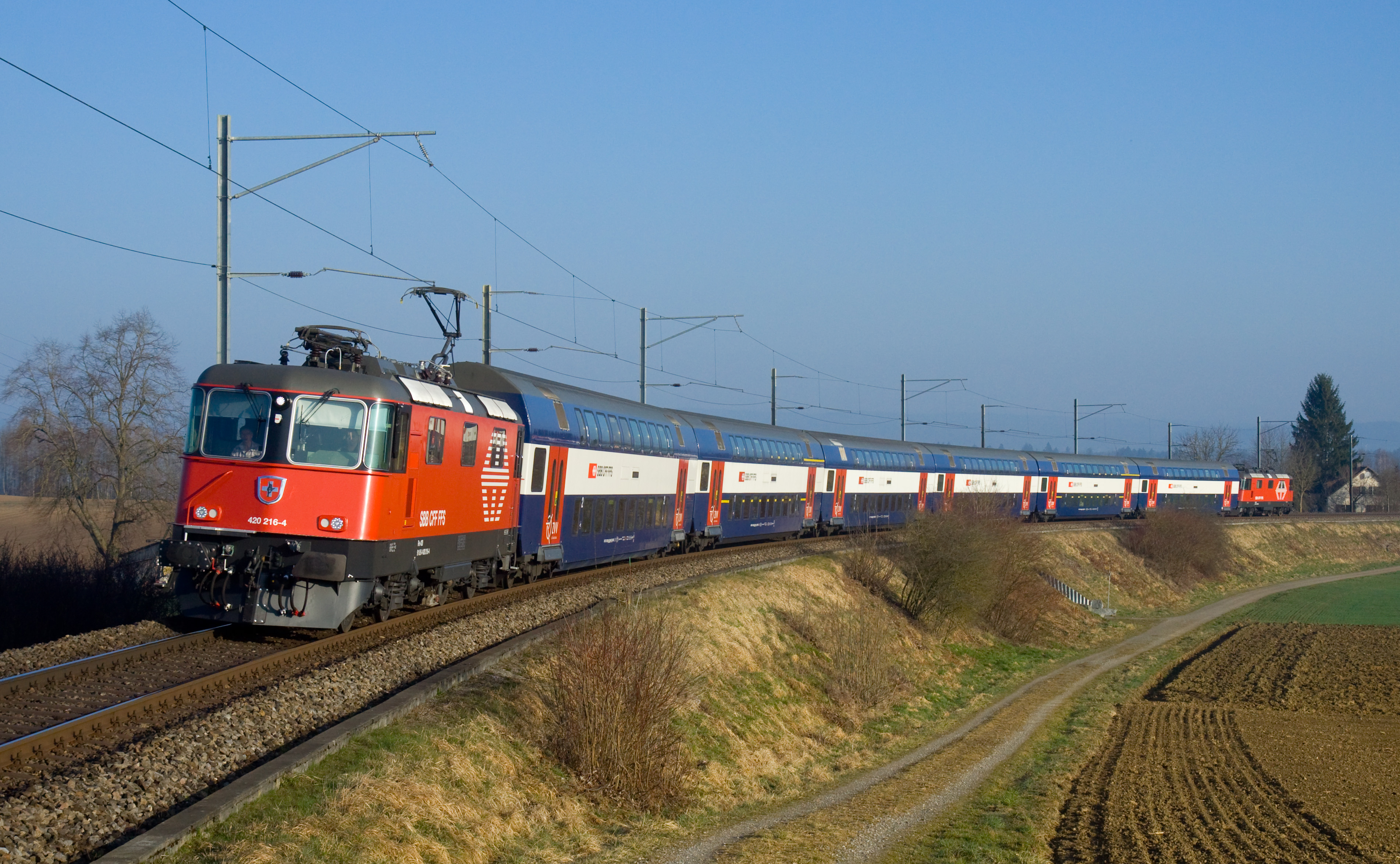
HVZ-D-Zug mint S11

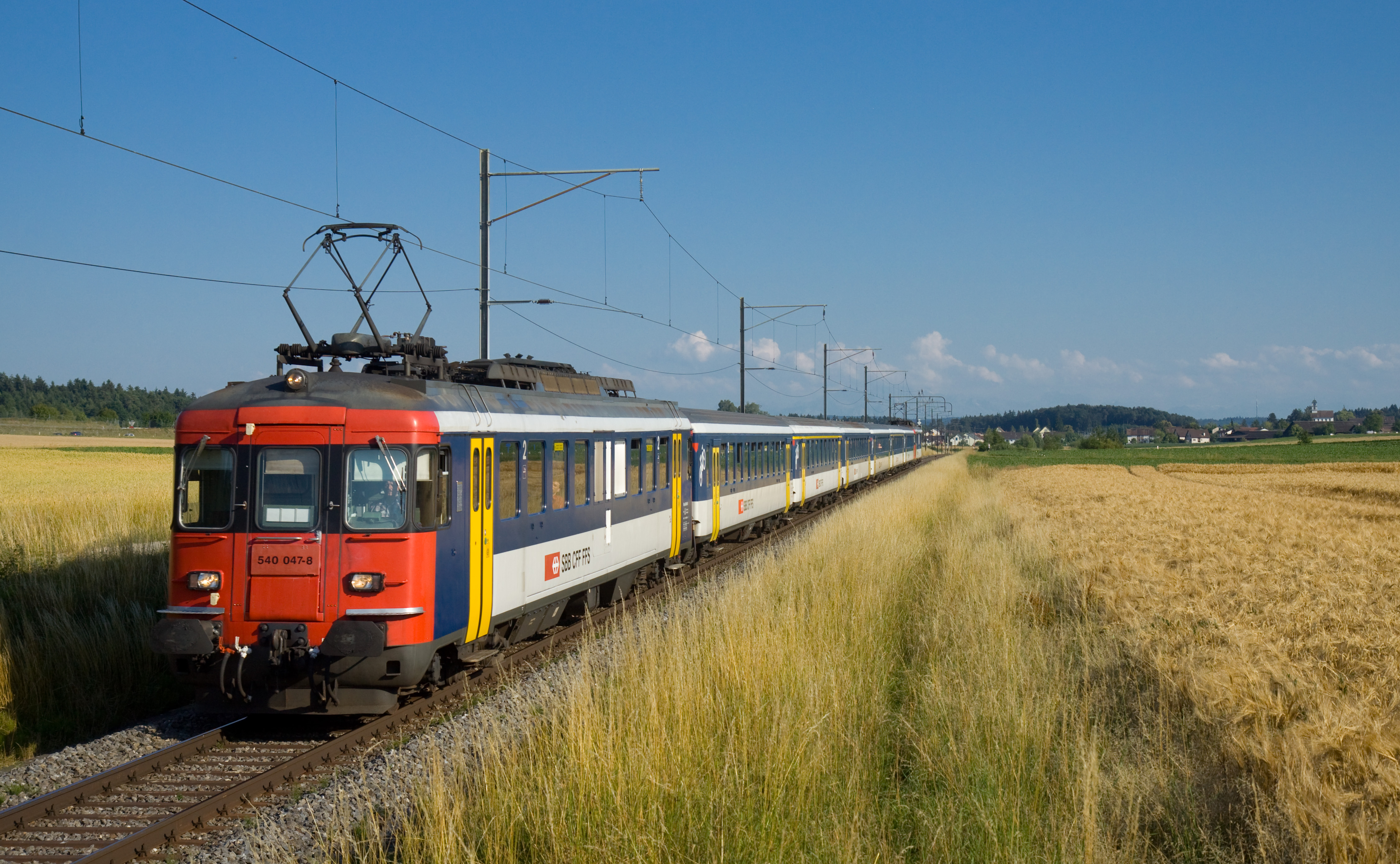
RBe 540 mint S11

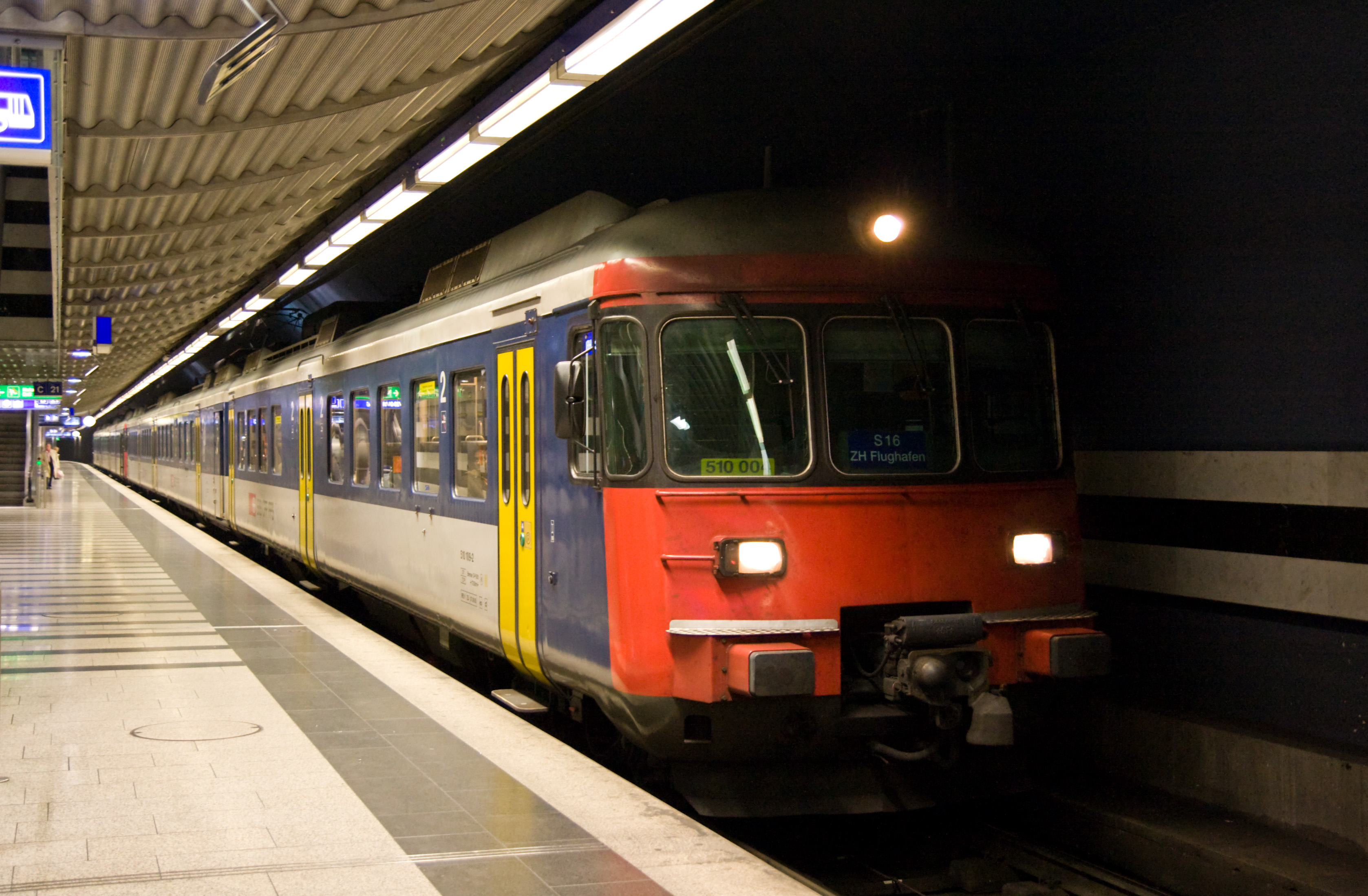
RABDe 510

Az S-Bahn Zürich Zürich és környékének S-Bahn hálózata. Elsősorban Zürich kantont szolgálja ki, de a vonalak egy része átnyúlik a szomszédos kantonokba is, úgymint Aargau, Schaffhausen, Schwyz, Thurgau és St. Gallen kantonba. A hálózat jelenleg 26 vonalból és 171 állomásból áll, a rendszer központja a Zürichi főpályaudvar.
A 380 km hosszúságú hálózat nem egységes sem az infrastruktúra (eltérő áramrendszerek), sem a járművek, sem a szolgáltatók tekintetében.

## Járatok
S 2Zürich Flughafen – Zürich HB – Pfäffikon SZ – Ziegelbrücke (– Unterterzen) (SBB) 
S 3Aarau – Lenzburg – Dietikon – Zürich HB – Stadelhofen – Effretikon – Wetzikon (SBB) 
S 4Zürich HB – Adliswil – Langnau-Gattikon (– Sihlwald) (SZU) 
S 5Zug – Affoltern a.A. – Zürich HB – Uster – Pfäffikon SZ (SBB) 
S 6Baden – Regensdorf-Watt – Zürich HB – Uetikon (SBB) 
S 7Winterthur – Zürich HB – Stadelhofen – Meilen – Rapperswil (SBB) 
S 8(Weinfelden –) Winterthur – Wallisellen – Zürich HB – Thalwil – Pfäffikon SZ (SBB) 
S 9(Schaffhausen –) Rafz – Zürich HB – Stettbach – Uster (SBB) 
S 10Zürich HB – Triemli – Uitikon Waldegg – Uetliberg (SZU) 
S 11(Schaffhausen –) Hardbrücke – Zürich HB – Stettbach – Winterthur (– Schaffhausen/Wil) (SBB) 
S 12Brugg – Altstetten – Zürich HB – Stadelhofen – Winterthur – Seuzach/Seen (SBB) 
S 13Wädenswil – Einsiedeln (SOB) 
S 14Affoltern a.A. – Altstetten – Zürich HB – Oerlikon – Hinwil (SBB) 
S 15Rapperswil – Uster – Zürich HB – Oberglatt – Niederweningen (SBB) 
S 16Zürich Flughafen – Zürich HB – Herrliberg-Feldmeilen (– Meilen) (SBB) 
S 17Dietikon – Bremgarten – Wohlen (BDWM) 
S 18Zürich Stadelhofen – Forch – Esslingen (FB) 
S 19(Koblenz –) Dietikon – Zürich HB – Effretikon (– Pfäffikon ZH) (SBB) 
S 21Regensdorf-Watt – Oerlikon – Zürich HB (SBB) 
S 24(Thayngen –) Schaffhausen – Winterthur – Zürich Flughafen – Zürich HB – Thalwil – Horgen Oberdorf – Zug (SBB) 
S 25Zürich HB – Pfäffikon SZ – Ziegelbrücke – Glarus – Linthal (SBB) 
S 26Winterthur – Bauma – Rüti ZH (THURBO) 
S 29Winterthur – Stein a. Rhein (THURBO) 
S 30Winterthur – Frauenfeld – Weinfelden (THURBO) 
S 33Winterthur – Schaffhausen (THURBO) 
S 35Winterthur – Wil (THURBO) 
S 40Rapperswil – Pfäffikon SZ – Einsiedeln (SOB) 
S 41Winterthur – Bülach – Zurzach – Waldshut (THURBO) 
S 42(Zürich HB – Dietikon – Muri) (SBB) 